# Stensele
Stensele est une localité suédoise, située dans la commune de Storuman.